# 2017 TX4
2017 TX4 ist ein Asteroid, der zu den Erdnahen Asteroiden (Apollo-Typ) zählt und am 12. Oktober 2017 am Mount-Lemmon-Observatorium in den Santa Catalina Mountains nördlich von Tucson in Arizona (IAU-Code 645) entdeckt wurde.
Nach seiner Entdeckung wurde errechnet, dass er am 4. Oktober 2017 um 16:49 in einer Entfernung von nur 2,78 Mio. km an der Erde vorbeigeflogen ist. Eine Einstufung als potentiell gefährlicher Asteroid ist zurzeit nicht gegeben.